# Élections législatives de 2010 en Illinois
En 2010, les élections à la Chambre des représentants des États-Unis ont eu lieu le 2 novembre. 435 sièges devaient être renouvelés. Le mandat des représentants étant de deux ans, ceux qui ont été élus à l'occasion de cette élection siègeront dans le 112e Congrès du 3 janvier 2011 au 3 janvier 2013. Dans l'Illinois dix-neuf sièges doivent être renouvelés.
Dans un contexte nationalement très favorable, les républicains dans l'Illinois prennent 4 sièges aux démocrates. Ainsi dans le 112e Congrès, l'Illinois sera représenté par onze républicains et huit démocrates. Parmi les 19 représentants de l'Illinois, 14 ont été réélus, 4 ont été battus et 5 nouveaux élus ont fait leurs entrées :
- Joe Walsh (R) qui a battu la représentante-sortante Melissa Bean (D).
- Adam Kinzinger (R) qui a battu la représentante-sortante Debbie Halvorson (D).
- Randy Hultgren (R) qui a battu le représentant-sortant Bill Foster (D).
- Bobby Schilling (R) qui a battu le représentant-sortant Phil Hare (D).
- Bob Dold (R) qui a été élu à la place de Mark Kirk (R), candidat victorieux aux élections sénatoriales.

## Résultats par districts

### Premier district
| Partis | Partis                       | Candidats          | Voix    | %     |
| ------ | ---------------------------- | ------------------ | ------- | ----- |
|        | Parti démocrate              | Bobby Rush *       | 148,170 | 80.36 |
|        | Parti républicain            | Raymond Wardingley | 29,253  | 15.87 |
|        | Tiers partis et indépendants | Autres candidats   | 6,963   | 3.78  |

### Deuxième district
| Partis | Partis                       | Candidats            | Voix    | %     |
| ------ | ---------------------------- | -------------------- | ------- | ----- |
|        | Parti démocrate              | Jesse Jackson, Jr. * | 150,666 | 80.52 |
|        | Parti républicain            | Isaac Hayes          | 25,883  | 13.83 |
|        | Tiers partis et indépendants | Autres candidats     | 10,564  | 5.65  |

### Troisième District
| Partis | Partis                       | Candidats        | Voix    | %     |
| ------ | ---------------------------- | ---------------- | ------- | ----- |
|        | Parti démocrate              | Dan Lipinski *   | 116,120 | 69.69 |
|        | Parti républicain            | Michael Bendas   | 40,479  | 24.29 |
|        | Tiers partis et indépendants | Autres candidats | 10,028  | 6.02  |

### Quatrième district
| Partis | Partis                       | Candidats        | Voix   | %     |
| ------ | ---------------------------- | ---------------- | ------ | ----- |
|        | Parti démocrate              | Luis Gutiérrez * | 63,273 | 77.36 |
|        | Parti républicain            | Israel Vasquez   | 11,711 | 14.32 |
|        | Tiers partis et indépendants | Autres candidats | 6,808  | 8.32  |

### Cinquième district
| Partis | Partis                       | Candidats         | Voix    | %     |
| ------ | ---------------------------- | ----------------- | ------- | ----- |
|        | Parti démocrate              | Michael Quigley * | 108,360 | 70.62 |
|        | Parti républicain            | David Ratowitz    | 38,935  | 25.38 |
|        | Tiers partis et indépendants | Autres candidats  | 6,140   | 4.00  |

### Sixième district
| Partis | Partis            | Candidats      | Voix    | %     |
| ------ | ----------------- | -------------- | ------- | ----- |
|        | Parti républicain | Peter Roskam * | 114,456 | 63.65 |
|        | Parti démocrate   | Ben Lowe       | 65,379  | 36.35 |

### Septième district
| Partis | Partis                       | Candidats        | Voix    | %     |
| ------ | ---------------------------- | ---------------- | ------- | ----- |
|        | Parti démocrate              | Danny Davis *    | 149,846 | 81.51 |
|        | Parti républicain            | Mark Weiman      | 29,575  | 16.09 |
|        | Tiers partis et indépendants | Autres candidats | 4,428   | 2.41  |

### Huitième district
| Partis | Partis                       | Candidats        | Voix   | %     |
| ------ | ---------------------------- | ---------------- | ------ | ----- |
|        | Parti républicain            | Joe Walsh        | 98,115 | 48.47 |
|        | Parti démocrate              | Melissa Bean *   | 97,825 | 48.32 |
|        | Tiers partis et indépendants | Autres candidats | 6,495  | 3.21  |

### Neuvième district
| Partis | Partis                       | Candidats        | Voix    | %     |
| ------ | ---------------------------- | ---------------- | ------- | ----- |
|        | Parti démocrate              | Jan Schakowsky * | 117,553 | 66.34 |
|        | Parti républicain            | Joel Pollak      | 55,182  | 31.14 |
|        | Tiers partis et indépendants | Autres candidats | 4,472   | 2.52  |

### Dixième district
| Partis | Partis            | Candidats | Voix    | %     |
| ------ | ----------------- | --------- | ------- | ----- |
|        | Parti républicain | Bob Dold  | 109,941 | 51.08 |
|        | Parti démocrate   | Dan Seals | 105,290 | 48.92 |

### Onzième district
| Partis | Partis            | Candidats          | Voix    | %     |
| ------ | ----------------- | ------------------ | ------- | ----- |
|        | Parti républicain | Adam Kinzinger     | 129,108 | 57.35 |
|        | Parti démocrate   | Debbie Halvorson * | 96,019  | 42.65 |

### Douzième district
| Partis | Partis                       | Candidats        | Voix    | %     |
| ------ | ---------------------------- | ---------------- | ------- | ----- |
|        | Parti démocrate              | Jerry Costello * | 121,272 | 59.83 |
|        | Parti républicain            | Teri Newman      | 74,046  | 36.53 |
|        | Tiers partis et indépendants | Autres candidats | 7,387   | 3.64  |

### Treizième district
| Partis | Partis                       | Candidats        | Voix    | %     |
| ------ | ---------------------------- | ---------------- | ------- | ----- |
|        | Parti républicain            | Judy Biggert *   | 180,888 | 53.55 |
|        | Parti démocrate              | Scott Harper     | 147,430 | 43.65 |
|        | Tiers partis et indépendants | Autres candidats | 9,453   | 2.80  |

### Quatorzième district
| Partis | Partis                       | Candidats        | Voix    | %     |
| ------ | ---------------------------- | ---------------- | ------- | ----- |
|        | Parti républicain            | Randy Hultgren   | 112,369 | 51.29 |
|        | Parti démocrate              | Bill Foster *    | 98,645  | 45.03 |
|        | Tiers partis et indépendants | Autres candidats | 8,071   | 3.68  |

### Quinzième district
| Partis | Partis            | Candidats     | Voix    | %     |
| ------ | ----------------- | ------------- | ------- | ----- |
|        | Parti républicain | Tim Johnson * | 136,915 | 64.32 |
|        | Parti démocrate   | David Gill    | 75,948  | 35.68 |

### Seizième district
| Partis | Partis                       | Candidats         | Voix    | %     |
| ------ | ---------------------------- | ----------------- | ------- | ----- |
|        | Parti républicain            | Donald Manzullo * | 138,299 | 65.00 |
|        | Parti démocrate              | George Gaulrapp   | 66,037  | 31.04 |
|        | Tiers partis et indépendants | Autres candidats  | 8,425   | 3.96  |

### Dix-septième district
| Partis | Partis                       | Candidats        | Voix    | %     |
| ------ | ---------------------------- | ---------------- | ------- | ----- |
|        | Parti républicain            | Bobby Schilling  | 104,583 | 52.58 |
|        | Parti démocrate              | Phil Hare *      | 85,454  | 42.96 |
|        | Tiers partis et indépendants | Autres candidats | 8,861   | 4.46  |

### Dix-huitième district
| Partis | Partis                       | Candidats        | Voix    | %     |
| ------ | ---------------------------- | ---------------- | ------- | ----- |
|        | Parti républicain            | Aaron Schock *   | 152,868 | 69.12 |
|        | Parti démocrate              | D.K. Hirner      | 57,046  | 25.79 |
|        | Tiers partis et indépendants | Autres candidats | 11,256  | 5.09  |

### Dix-neuvième district
| Partis | Partis            | Candidats      | Voix    | %     |
| ------ | ----------------- | -------------- | ------- | ----- |
|        | Parti républicain | John Shimkus * | 166,166 | 71.23 |
|        | Parti démocrate   | Tim Bagwell    | 67,132  | 28.78 |